# Іваньківська сільська територіальна громада
Іва́ньківська сільська територіальна громада — територіальна громада в Україні, в Уманському районі Черкаської області. Адміністративний центр — село Іваньки.
Площа громади — 98,31 км², населення — 3654 мешканці (2018).
Утворена 19 липня 2017 року шляхом об'єднання Березівської, Іваньківської та Крачківської сільських рад Маньківського району.
Згідно з розпорядженням Кабінету Міністрів України від 12.06.2020 № 728-р до складу громади була включена Чорнокам'янська сільська рада Маньківського району.

## Склад
До складу громади входять:
| Населений пункт      | Населення, осіб (1989) | Населення, осіб (2001) |
| -------------------- | ---------------------- | ---------------------- |
| Березівка, село      | 688                    | 615                    |
| Іваньки, село        | 3277                   | 2974                   |
| Крачківка, село      | 923                    | 799                    |
| Тимошівка, село      | 325                    | 273                    |
| Чорна Кам'янка, село | 1214                   | 1015                   |
| Юрпіль, село         | 224                    | 177                    |